# Chloroscirtus
Chloroscirtus is een geslacht van rechtvleugeligen uit de familie sabelsprinkhanen (Tettigoniidae). De wetenschappelijke naam van dit geslacht is voor het eerst geldig gepubliceerd in 1897 door Saussure & Pictet.

## Soorten
Het geslacht Chloroscirtus omvat de volgende soorten:
- Chloroscirtus discocercus Rehn, 1918
- Chloroscirtus forceps Saussure & Pictet, 1897
- Chloroscirtus forcipatus Brunner von Wattenwyl, 1878
- Chloroscirtus simplex Hebard, 1924